# Wolfschlugen
Wolfschlugen là một thị xã nằm ở vùng đồng bằng Filder, thuộc huyện Esslingen, bang Baden-Württemberg miền nam nước Đức.

## Nhân khẩu học

### Dân số
Số liệu lấy từ kết quả điều tra dân số (¹) hoặc dữ liệu chính thức từ văn phòng thống kê, Stuttgart.
| Ngày tháng            | Số dân |
| --------------------- | ------ |
| 3 tháng 12 năm 1834 ¹ | 1.206  |
| 1 tháng 12 năm 1871 ¹ | 1.281  |
| 1 tháng 12 năm 1900 ¹ | 1.407  |
| 17 tháng 5 năm 1939 ¹ | 1.762  |
| 13 tháng 9 năm 1950 ¹ | 2.239  |
| 6 tháng 6 năm 1961 ¹  | 2.689  |
| 27 tháng 5 năm 1970 ¹ | 3.547  |
| 25 tháng 5 năm 1987¹  | 5.212  |
| 31 tháng 12 năm 1995  | 5.710  |
| 31 tháng 12 năm 2000  | 6.082  |
| 31 tháng 12 năm 2005  | 6.264  |
| 31 tháng 12 năm 2010  | 6.309  |
| 31 tháng 12 năm 2015  | 6.340  |